# Jacobaea vulgaris

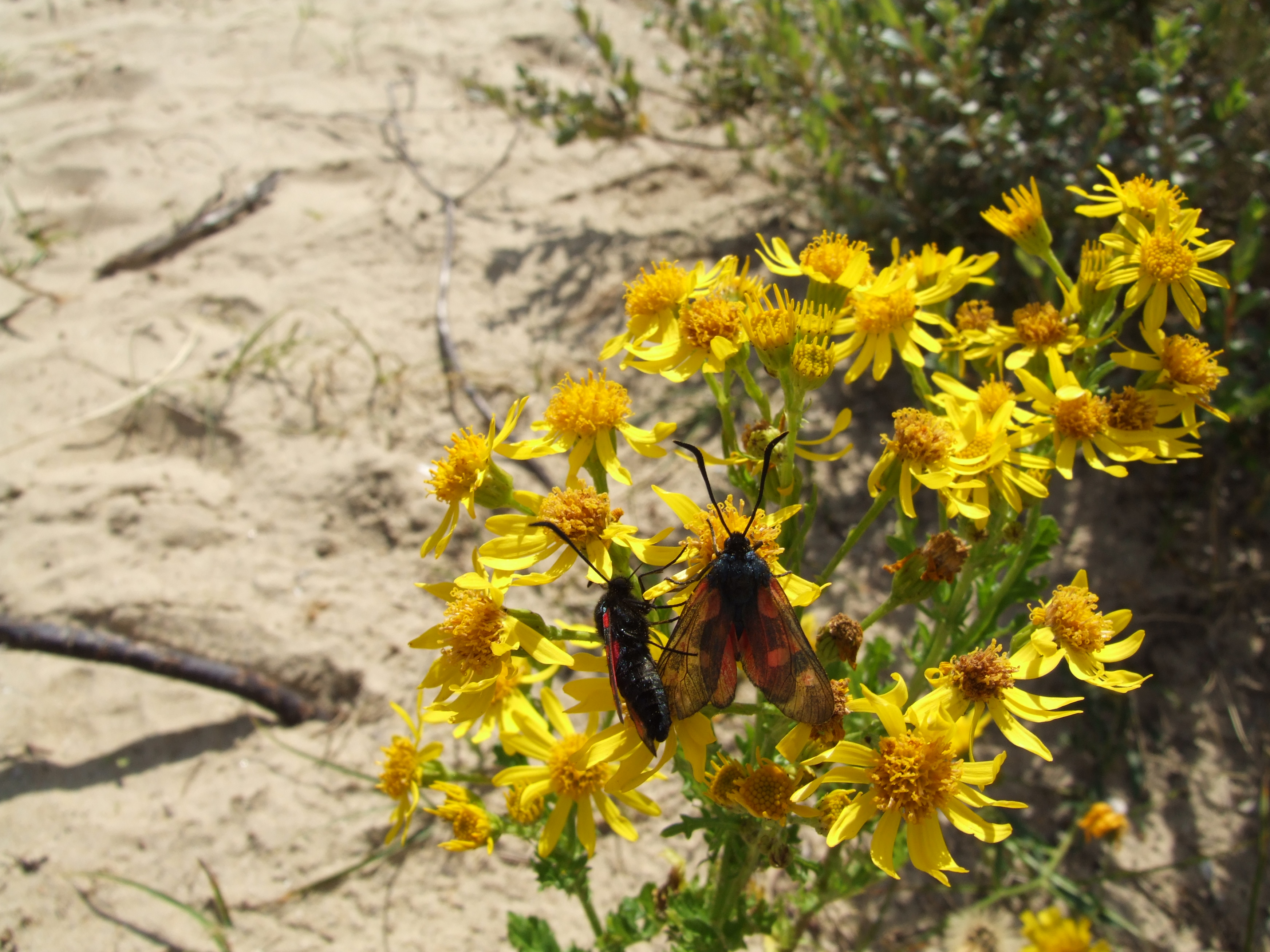
Jacobaea vulgaris

Jacobaea vulgaris (укр. Якобея звичайна) — вид квіткових рослин родини айстрові (Asteraceae). Етимологія: від лат. Jacobus — квітка святого Джеймса, лат. vulgaris — «звичайний».

## Систематика
Вперше цей вид описаний Карлом Ліннеєм у 1753 році під назвою Senecio jacobaea L. Лінней відніс його до роду Жовтозілля (Senecio). Наступного року Філіп Міллер виділив з роду Senecio окремий рід Jacobaea, до якого разом з деякими іншими колишніми представниками роду Senecio і увійшов вид Jacobaea vulgaris. При цьому видовий епітет Senecio jacobaea послужив базіонімом для назви нового роду. В українській науковій літературі цей вид часто зустрічається під синонімічною назвою Ліннея Senecio jacobaea (жовтозілля лучне, жовтозілля Якова).

## Опис
Зазвичай дворічна, а іноді й багаторічна трав'яниста рослина, що досягає висоти від 30 до 100 сантиметрів. У перший рік утворюється розетка листя близько 20 сантиметрів завдовжки. Листки ліроподібні, перисті. Стебло з суцвіттями розвивається тільки на другий рік. Головки жовтих квітів мають діаметр приблизно від 15 до 25 міліметрів. Сім'янки вінчає чубчик.

## Поширення
Північна Африка: Марокко; Туніс. Азія: Китай — Синьцзян; Казахстан; Киргизстан; Таджикистан; Узбекистан; Монголія; Туреччина. Кавказ: Вірменія; Азербайджан; Грузія; Росія — Передкавказзя, Сибір, Європейська частина. Європа: Білорусь; Естонія; Латвія; Литва; Молдова; Україна; Австрія; Бельгія; Чехія; Німеччина; Угорщина; Нідерланди; Польща; Словаччина; Швейцарія; Данія; Ірландія; Норвегія; Швеція; Об'єднане Королівство; Албанія; Боснія і Герцеговина; Болгарія; Хорватія; Греція; Італія; Чорногорія; Румунія; Сербія; Словенія; Франція; Португалія; Гібралтар; Іспанія. Натуралізований в деяких інших країнах. Зокрема інвазивний неофіт в Аргентині, Новій Зеландії, Австралії, Канаді та Сполучених Штатах. Досить частий по краях полів, луках, парових полях, луках, піднімається до висоти 1710 м.

## Хімічний склад, токсичність
З рослини виділений алкалоїд яконін.
Рослина отруйна, що обумовлено вмістом в ньому різних отруйних алкалоїдів, які можуть призвести до ураження печінки з подальшим ураженням центральної нервової системи. Рослина становить небезпеку для коней, великої рогатої худоби, домашньої птиці.
Описано масове отруєння телят в Англії силосом, який містить 10 % якобеї звичайної. З 271 теляти у віці до одного року 66 попадало й 32 було зарізано. У тварин спостерігалися проноси, запори, виснаження, а в останній стадії — сліпота; при розтині були виявлені цироз печінки і крововиливи в різних органах. Випадки смертельного отруєння телят якобеей звичайної описані також у однорічних телят в Якутії при годуванні їх сіном з великою домішкою рослини; у тварин спостерігався пронос, при розтині були виявлені збільшення печінки і потовщення слизової оболонки товстої кишки.
Гусениця ведмедиці кривавої (Tyria jacobaeae) на нібито звичайної
Спостерігалися випадки отруєння каченят при додаванні до їх корму розмелених рослин нібито звичайної і крестовника звичайного (Senecio vulgaris) в кількості 10 %.

## Методи боротьби
Jacobaea vulgaris захоплює на нових територіях пасовища, будучи при цьому отруйним для худоби та виділяючи в ґрунт алелопатичні речовини, здатні пригнічувати види природної флори у Північній Америці, Австралії та Новій Зеландії. Для боротьби з ним у 1920-х роках був вивільнений представник лускокрилих, таких як Tyria jacobaeae L. (ведмедиця кривава) був вивільнений для стримування інвазії
ще в 1920-х роках. В результаті цього був досягнутий лише тимчасовий успіх на розрізнених територіях, крім того, від вивільнення цього виду постраждали представники місцевої флори у Північній Америці, такі як Senecio triangularis Colla, Packera pseudaurea (Rydb.) W.A.Weber et A.Löve, а також декоративний вид Jacobaea maritime. У 1930-х та 1980-х роках були інтродуковані ще два види комах — Botanophila jacobaeae (Hardy) та Longitarsus jacobaeae (Waterhouse). Перший вид уражає основу суцвіття та насіння. Результат регулювання з'явився вже через 4-5 років після інтродукції. У багатьох штатах США, де спостерігали інвазії Jacobaea vulgaris, унаслідок використання подібних програм контролю вдалося досягти зменшення популяцій цього виду на 95-99 %.

## Галерея

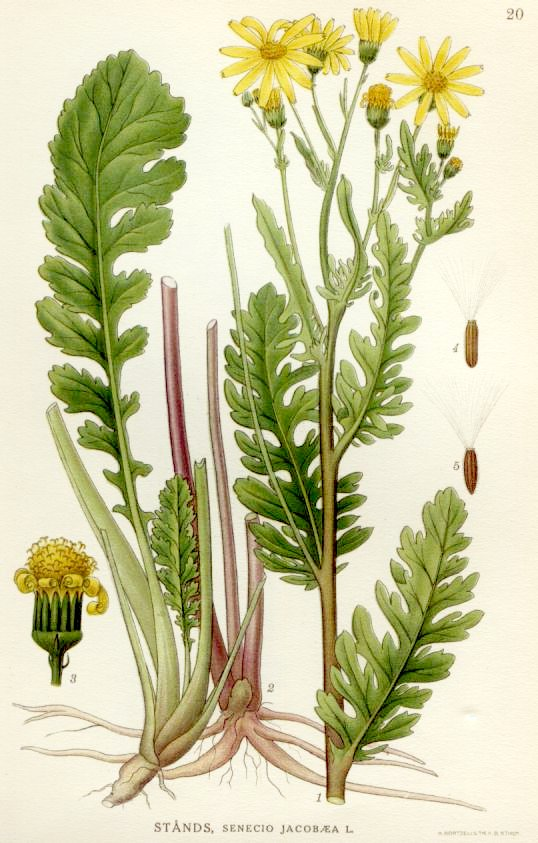
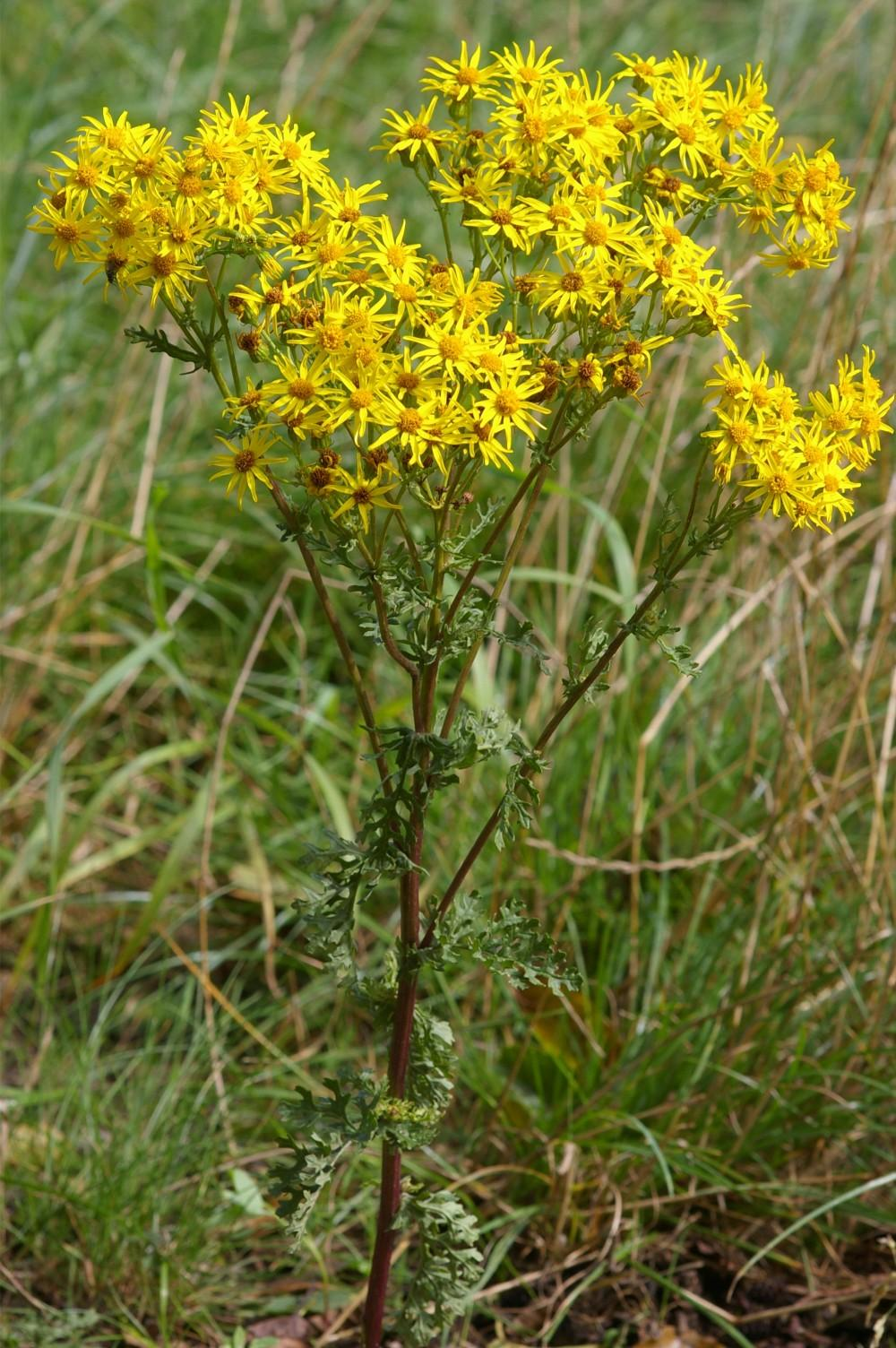
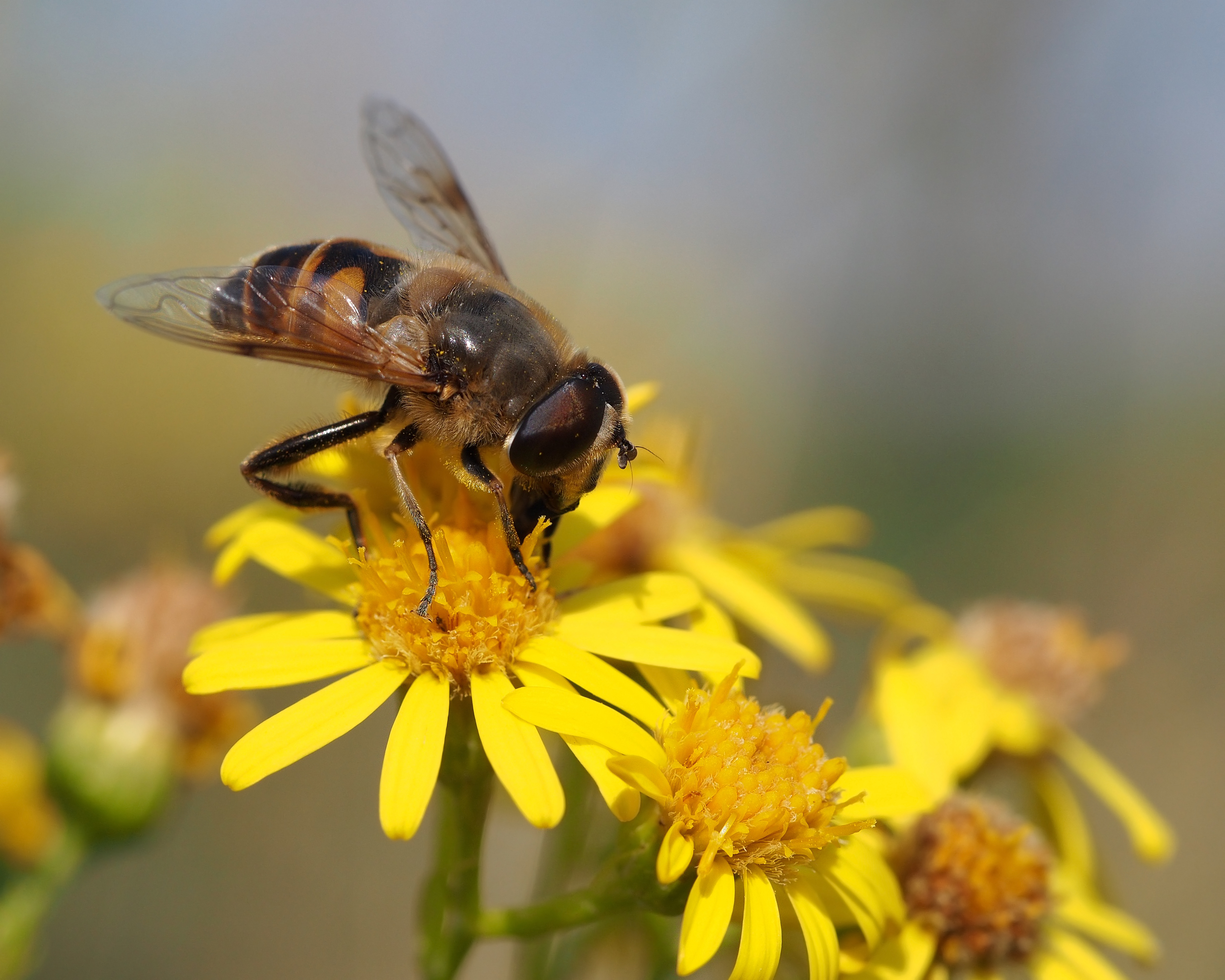
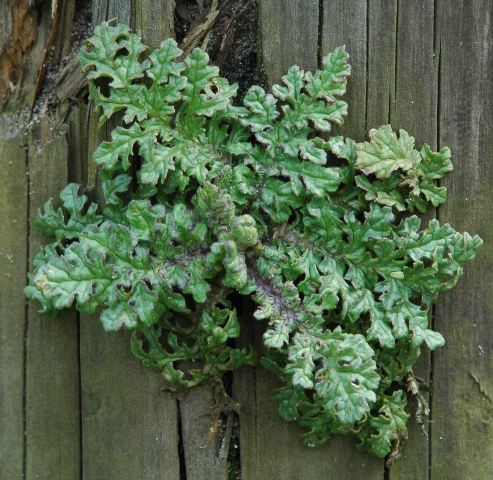
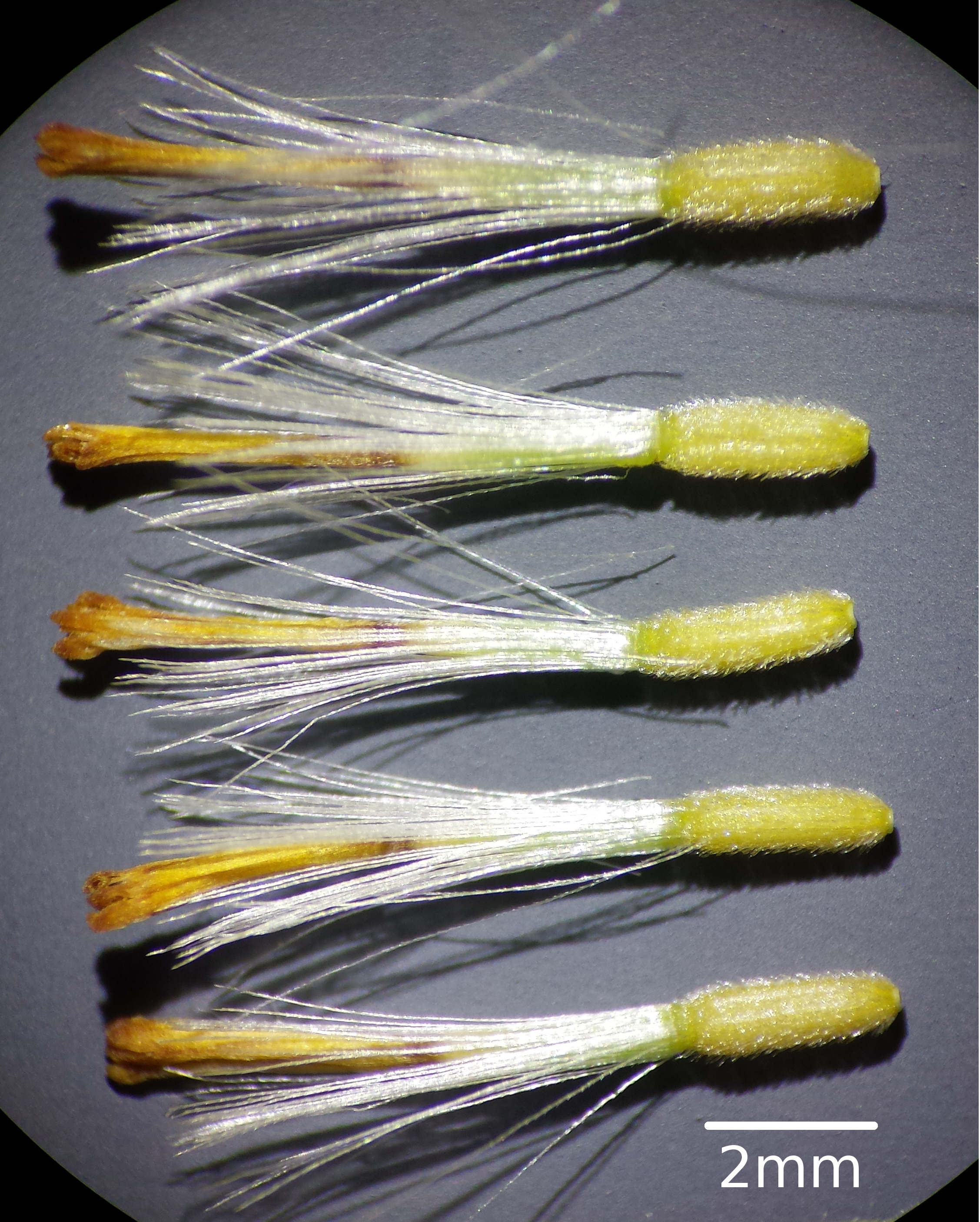
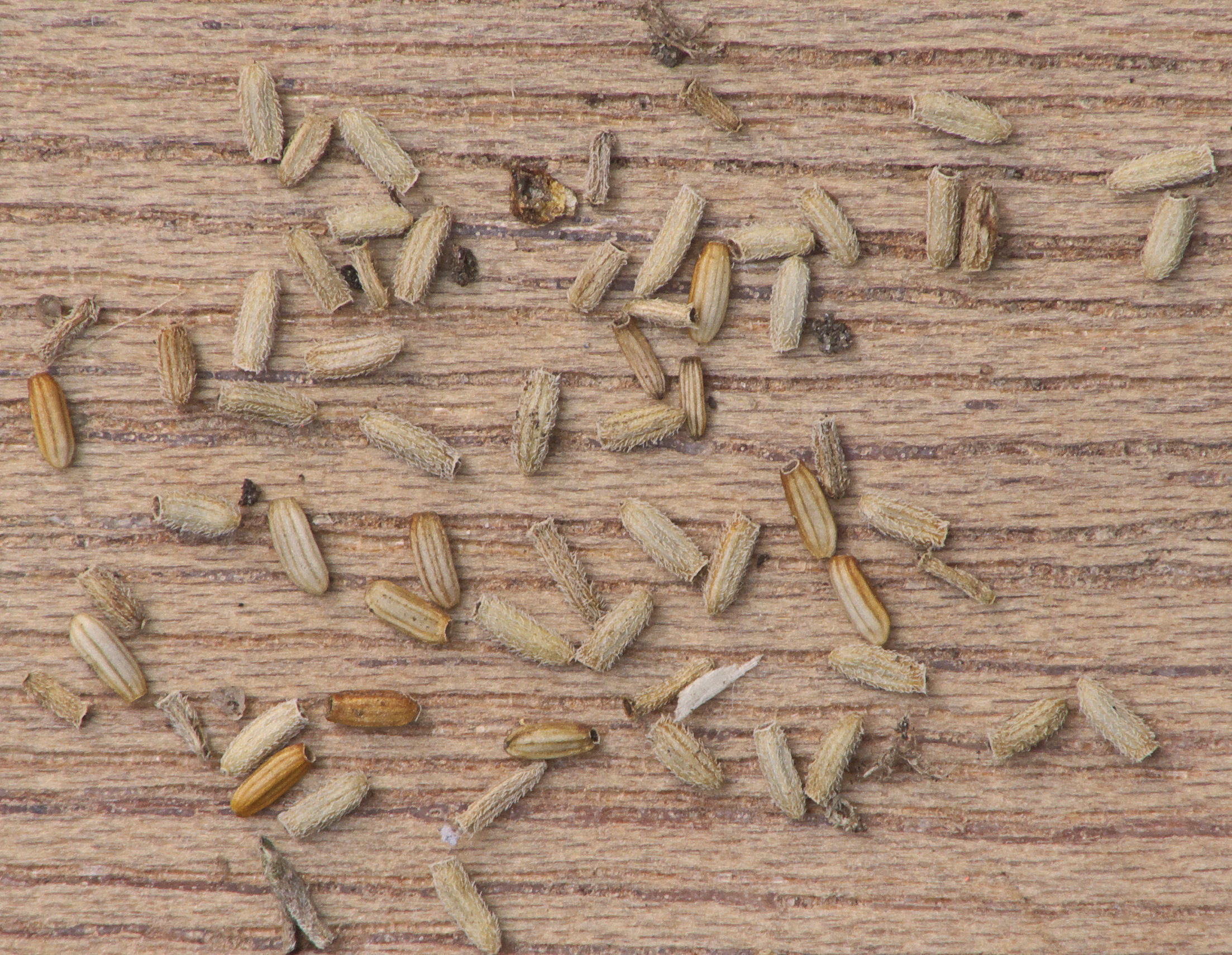